# El problema del dolor
El problema del dolor es un ensayo publicado en 1940 por el escritor británico C. S. Lewis en el que aborda, desde una perspectiva cristiana, cuál es el sentido del sufrimiento y cómo puede armonizarse la existencia del dolor con la bondad y la omnipotencia de Dios.